# إليوشن إل-38
إليوشن إل-38 (بالإنجليزية: Ilyushin Il-38)‏ هي طائرة من صناعة إليوشن
تشير بعض المصادر الغربية إلى أنه تم إنتاج 58 ؛ صرح قائد سرب الطائرات المضادة للغواصات في أوستروف أن الطيران البحري السوفيتي قد استقبل 35 طائرة، منها حوالي ثلاثين لا تزال في الخدمة مع الطيران البحري الروسي. تم نقل خمسة إلى الهند في عام 1977/8. في منتصف التسعينيات من القرن العشرين، يبدو أن الطائرة من طراز Tu-204 / Tu-214 قد فازت في منافسة ضد طائرة Beriev A-40 / Be-42 البرمائية لتحل محل Il-38 في الخدمة الروسية، ولكن نقص الأموال أعاقها. المشروع. في الآونة الأخيرة، يبدو أن متغير A-40 قيد التطوير ليحل محل Il-38.
استلمت الهند ثلاث طائرات من طراز Il-38 من البحرية السوفيتية في عام 1977، ووصل اثنان آخران في عام 1983. وشملت التعديلات الهندية تركيب أبراج على جانب جسم الطائرة لحمل صاروخ Sea Eagle المضاد للسفن. أعيدت طائرات Il-38 التابعة للبحرية الهندية إلى روسيا لإجراء ترقيات. سوف يدمجون جناح Sea Dragon avionic الجديد، الذي يتضمن رادارًا جديدًا، وبرجًا للأشعة تحت الحمراء يتطلع إلى الأمام تحت الأنف ونظام ذكاء إلكتروني موجود في هيكل يشبه الصندوق مثبتًا على دعامات فوق جسم الطائرة الأمامي. تم تسليم ثلاث طائرات مطورة، تسمى Il-38 SD ، إلى البحرية الهندية.

## التصميم والتطوير

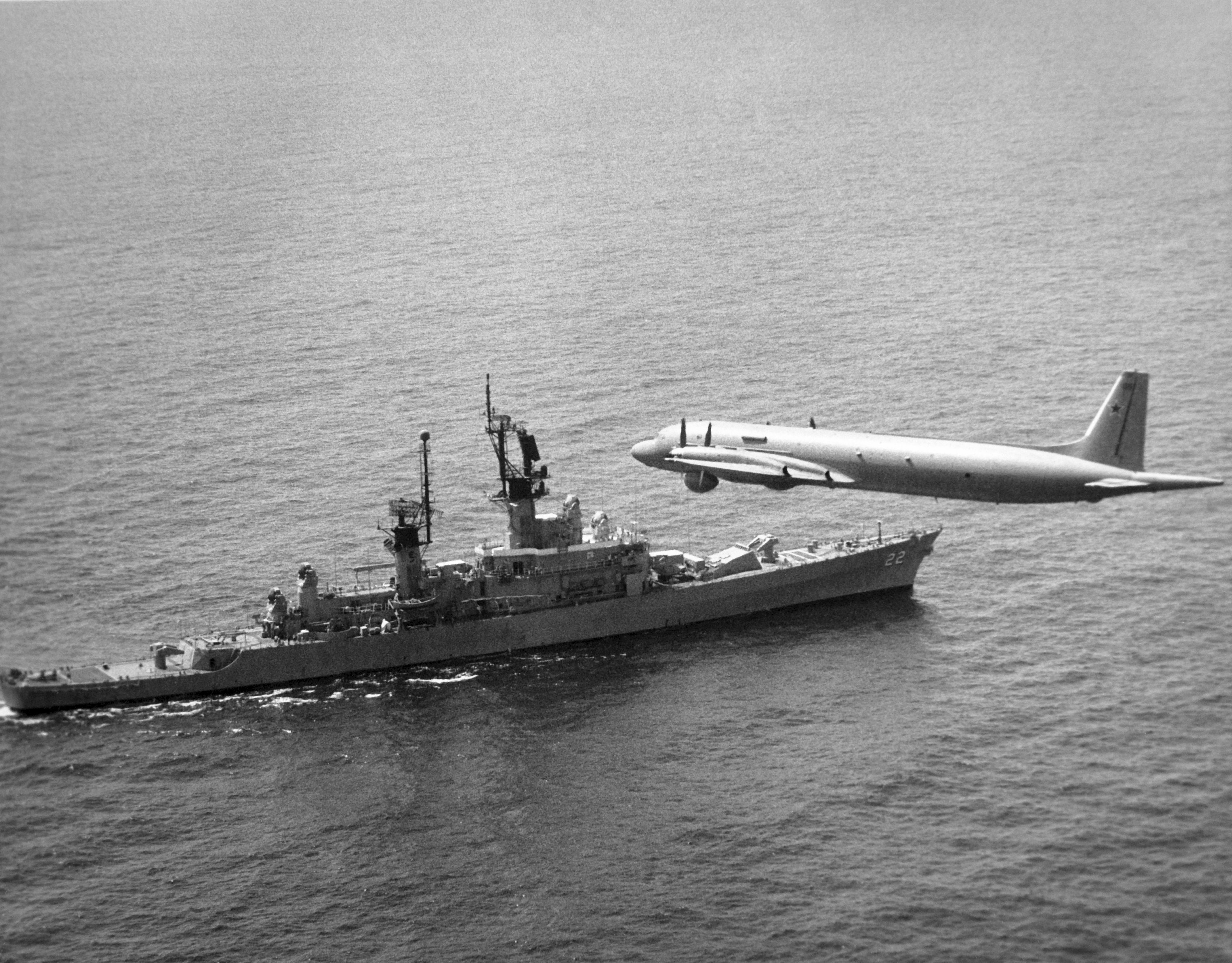
طائرة دورية بحرية سوفيتية من طراز إليوشن إيل-38

هو تعديل إليوشن إل 18 لاستخدامه كطائرة دورية بحرية للبحرية السوفيتية. لقد استوفت شرط مواجهة غواصات الصواريخ الباليستية الأمريكية. أصدرت اللجنة المركزية للحزب الشيوعي ومجلس الوزراء توجيهاً مشتركاً في 18 يونيو 1960 ، يدعو إلى أن يكون النموذج الأولي جاهزًا للتجارب بحلول الربع الثاني من عام 1962. وكان جسم الطائرة، والجناح، ووحدة الذيل، والمحرك هي نفسها Il-18 وكان له نفس المحرك ومنصة الطيران. طار النموذج الأولي الديناميكي الهوائي لطائرة Il-38 لأول مرة في 28 سبتمبر 1961، [2] مع أول طائرة إنتاج تالية في سبتمبر 1967. استمر الإنتاج حتى عام 1972، عندما اشتق Tupolev Tu-142 الأطول مدى والأكثر تنوعًا من Tupolev Tu دخلت الخدمة -95 قاذفة إستراتيجية.
يعتمد هيكل الطائرة على طراز Il-18، مع تحريك الأجنحة للأمام بمقدار 3 أمتار (9.84 قدم). على عكس Il-18، يتم ضغط جسم الطائرة الأمامي فقط من Il-38. يحتوي الذيل على MAD ، بينما يوجد تحت جسم الطائرة الأمامي رادار بحث Berkut («النسر الذهبي») (المسمى "Wet Eye" من قبل الناتو) في رادوم منتفخ. هناك فتحتان داخليتان للأسلحة، أحدهما أمامي للجناح، يضم عوامات سونوبوي والآخر خلف الجناح يحتوي على أسلحة 
.